# ダニエル・フブマン
ダニエル・フブマン（Daniel Hubmann、1983年4月16日 - ）は、スイスのトゥールガウ州出身のオリエンテーリング選手で、世界選手権やワールドカップでこれまで数多くのメダルを獲得している、世界トップレベルの競技者の一人である。

## 競技者として
まず特筆すべきは2008年と2009年に、世界選手権のロング種目を連覇し、2011年にはスプリント種目で優勝。また2009年のワールドゲームズではミドル種目において金メダルを獲得しており、オールラウンダーといえるだろう。2008年のワールドカップではティエリー・ジョルジュやマティアス・メルツを破って総合優勝を果たしている。世界的に名高いリレー大会TiomilaやJukolaでもその実力を遺憾なく発揮し、チームメイトであったマティアス・メルツとともに所属クラブを優勝へと導いている。

## ジュニア時代
フブマンはジュニア時代からその頭角をあらわし、2002年スペインのアリカンテで開かれたジュニア世界選手権（JWOC）ではロング種目で金メダルを獲得、またリレー種目でもスイスを優勝へと導いた。

## 世界ランキング
国際オリエンテーリング連盟（IOF）によるIOFフットOランキングでは、2011年12月10日現在、ティエリー・ジョルジュに次いで世界2位となっている。過去最高ランクは1位であり、2006年や2008年に1位となっている。

## 受賞歴
2002年にはスイスのジュニア最優秀スポーツ選手に選ばれており、また同年と2008年にはトゥールガウの最優秀スポーツ選手に選ばれている。世界最優秀オリエンテーリング選手にはこれまで2008年と2009年の2回ほど選ばれている。